# Argyractis triopalis
Argyractis triopalis là một loài bướm đêm trong họ Crambidae.